# فلاديمير غريندال
فلاديمير دافيدوفيتش غريندال (22 مارس 1884، سفيبورغ، دوقية فنلندا الكبرى، الإمبراطورية الروسية - 16 نوفمبر 1940، موسكو، جمهورية روسيا الاتحادية الاشتراكية السوفيتية) - كان قائدًا عسكريًا روسيًا وسوفيتيًا، وخبير في المدفعية والعقيد العام للمدفعية (1940) وأيضًا أستاذًا جامعيًا (1939).